# Chemin des chèvres
Le chemin des chèvres de Saint-Flour, comme la plupart des pistes employées par des bêtes (mules, chèvres) pour rejoindre rapidement un sommet, est un chemin piétonnier qui relie la ville haute à la ville basse de Saint-Flour (Cantal). En contrebas à l'est de la cathédrale Saint-Pierre, il joint la montée de Notre-Dame Trouvée et la rue du Mazut et compte 330 marches. Ces marches ont été construites dès le XIXe siècle. Le chemin permet des points de vue spectaculaires sur les vestiges des remparts et le plateau de la Chaumette.

## Histoire
Le chemin des chèvres, à l'état de chemin pentu et caillouteux au XVe siècle, débute rue de la Coste et prend fin à la porte des Roches. L'ancien chemin de terre servait aux bergers pour faire passer leurs troupeaux de chèvres. À cette époque, il porte le nom de montée Saint-Roch. Les premières marches d'escalier apparaissent au début du XIXe siècle. Il est considéré comme une rue à part entière de la ville. 

## Évolutions
Le sentier de grande randonnée 4 reliant de Royan à Grasse l'emprunte. 
Des travaux de rénovation débutent en avril 1998. La partie en réfection concerne le tronçon de la rue du Mazut à celle de la Frauze pour rendre le chemin des chèvres plus accessible et pour améliorer son état. De nouvelles marches sont posées ainsi qu'un éclairage en fibre optique. 
En  2017, l’association Sport nature de Saint-Flour relance une course à pied appelée la course des remparts (12,5 km sur un dénivelé positif de 500 mètres) organisée de 1992 à 2002. Le parcours se termine par la montée en courant du chemin des chèvres.

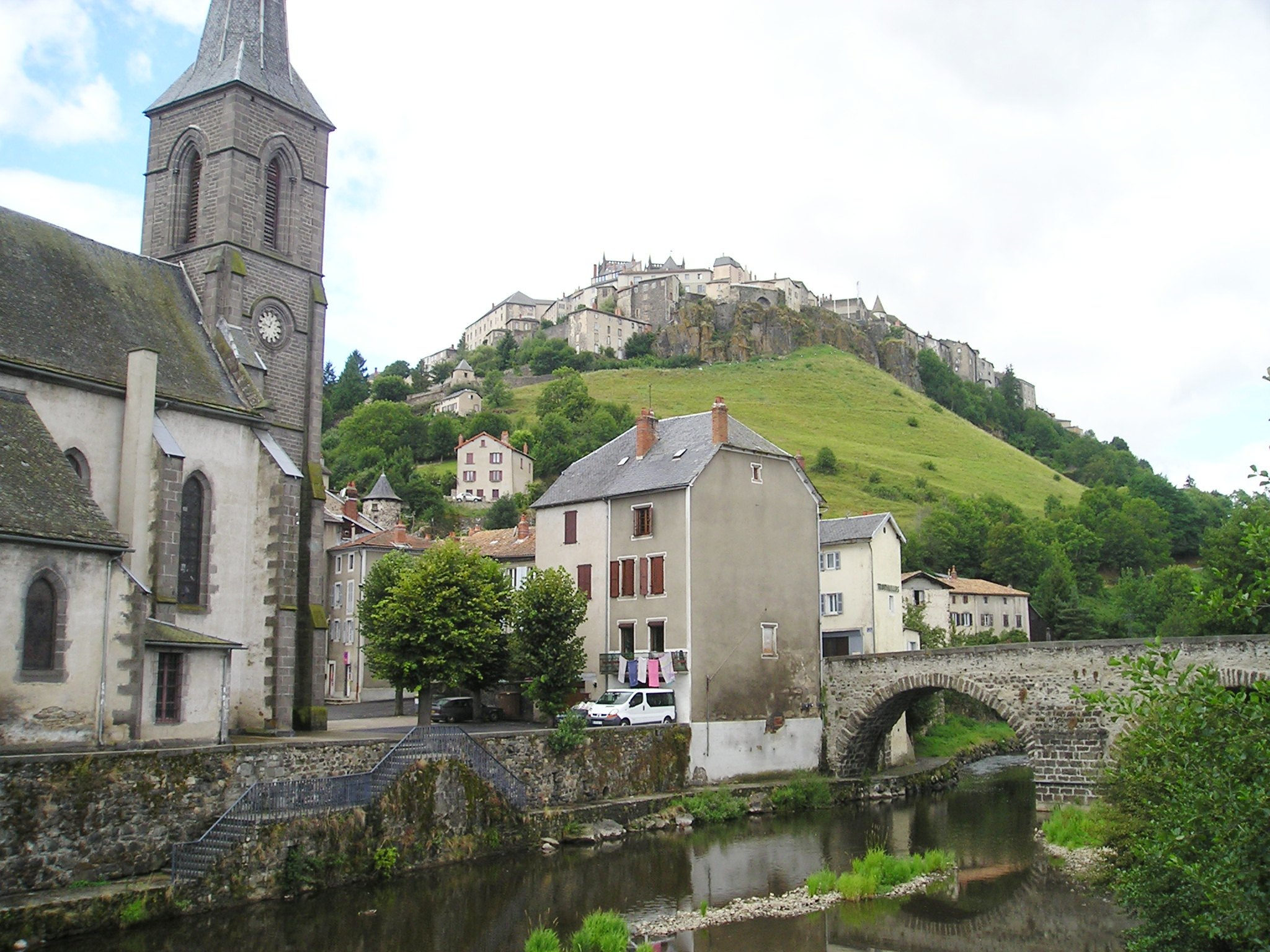
Le chemin monte de l'ancien faubourg vers la ville haute

## Musique
Le chemin des chèvres a prêté son nom à un trio musical sanflorain connu qui s'est reformé en 2019. 

## Liens connexes
- Saint-Flour
- Chemin muletier